# Friedrich Hartmann Barisien

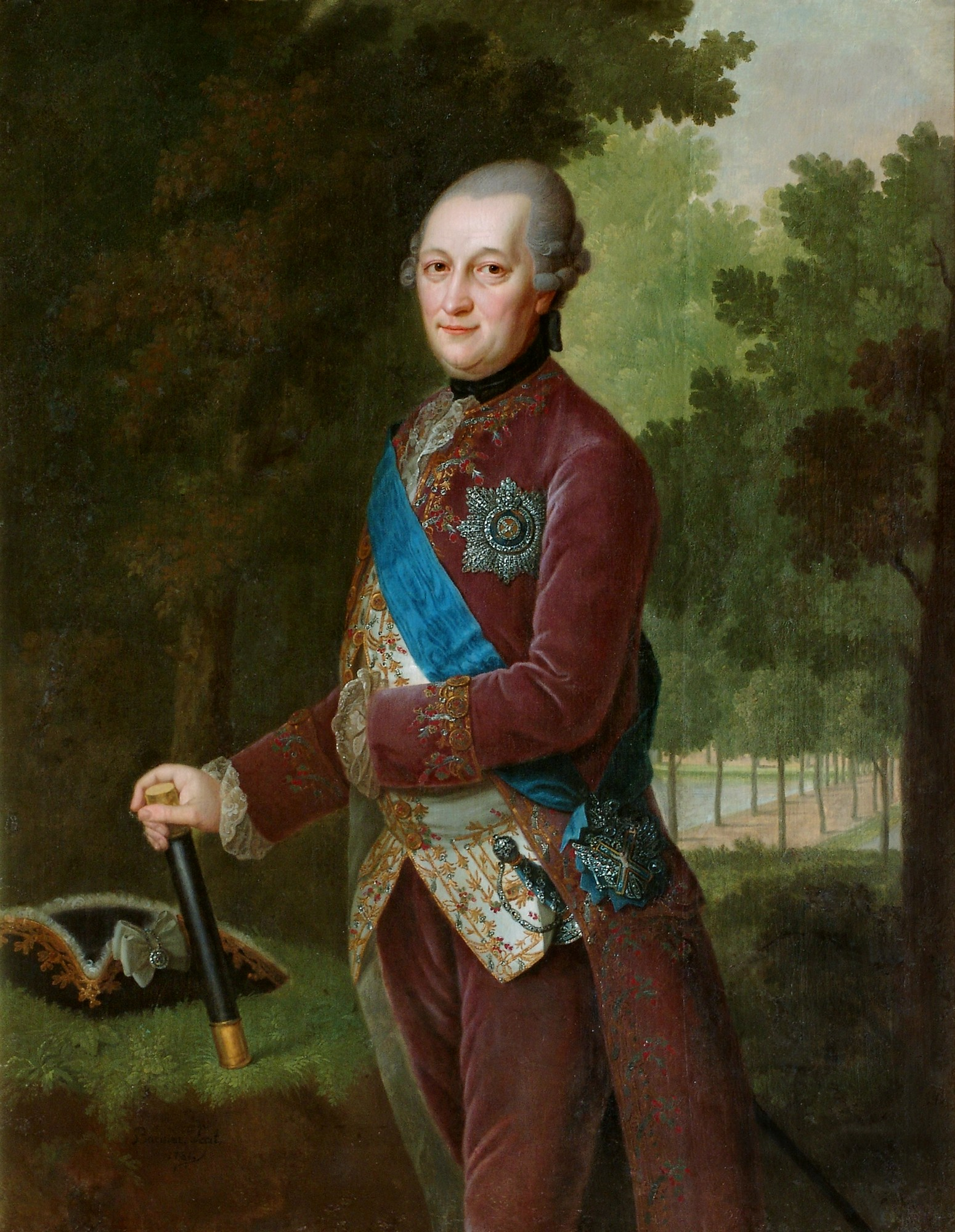
Peter von Biron, anno 1781 gemalt von Friedrich Hartmann Barisien

Friedrich Hartmann Barisien (* 21. Juli 1724 in Coburg; † 19. August 1796 in Mitau, Russland) war ein deutsch-baltischer Porträtmaler und Bühnenbildner.
Der Großvater, Architekt am Hofe Ludwigs XIV., war von Paris nach Dresden geflohen und hatte in Sachsen den Familiennamen Parisien angenommen. Später war daraus Barisien geworden.
Friedrich Hartmann Barisien, der Sohn eines Schmiedemeisters, erlernte zunächst ein Handwerk und absolvierte darauf die Zeichen- und Malerschule in Dresden. 1750 besuchte er Astrachan und arbeitete darauf in Holstein sowie in Oranienbaum. Ab 1756 lebte Friedrich Hartmann Barisien in Sankt Petersburg und Moskau. Er arbeitete unter anderen für Peter III. in Schloss Peterhof. Ab 1767 hielt er sich in Riga auf. Von 1770 bis 1778 war Friedrich Hartmann Barisien Hofmaler und Inspektor der Kunstgalerie des Herzogs von Kurland Peter von Biron. Dort am Mitauer Hofe trat er auch als Bühnenbildner hervor und arbeitete an der Ausgestaltung einiger Räumlichkeiten in den Schlössern Mitau und Ruhental mit. 1786 wurde er in die Petersburger Akademie der Künste aufgenommen. Ab 1795 war Friedrich Hartmann Barisien Mitglied des Rigaer Maleramtes.